# Ecka Granules
Ecka Granules ist ein deutscher Hersteller von Kupfer- und Aluminium-Metallpulvern mit Sitz in Fürth. Zusammen mit den Schwesterunternehmen ACuPowder International und SCM Metal Products ist die Ecka Granules Holding Sàrl im Besitz der amerikanischen Platinum Equity.

## Geschichte
Ecka Granules geht auf eine 1876 von Carl Eckart in Fürth gegründete Goldschlägerei Eckart & Krakenberger zurück. 1918 eröffnete die Firma Eckart eine Bronzepulverfabrik in Güntersthal. Seit 1929 wurde dort auch Aluminiumpulver und seit 1940 wurde dendritisches Kupferpulver in Pommelsbrunn hergestellt. Ende der 1960er Jahre eröffnete das Unternehmen die Alba (Aluminiumhütte Bahrain). Die Mepura Metallpulvergesellschaft im österreichischen Ranshofen wurde 1970 zur Herstellung von Aluminiumgrieß gegründet.
1998 übernahm Eckart von Th. Goldschmidt den Geschäftsbereich Gleitlager.
2001 wurden die Eckart-Werke in den Bereich Effektpigmente, der 2005 von Altana übernommen wurde, und die Ecka Granulate aufgespalten. 2009 musste diese Insolvenz anmelden und wurde Ende 2010 von Platinum Equity übernommen.

## Standorte
- Fürth
- Velden (Cu)
- Ranshofen, Österreich (Al)
- Laufenburg AG, Schweiz
- Kranj, Slowenien
- Orangeburg (South Carolina), USA
- Manama, Bahrain

(Quelle:)